# 시계마을 티키톡!
《시계마을 티키톡!》(Tickety Toc)은 대한민국의 퍼니플럭스와 하이원 엔터테인먼트, 영국의 조디악이 공동 제작한 애니메이션이다.

## 줄거리
어느 시계 상점에 걸려 있는 한 벽시계 속에는 '티키톡'이라는 환상의 마을이 펼쳐져 있다. 그 안에는 나무인형 쌍둥이 남매 '토미'와 '틸리'가 살고 있는데, 이들은 한 시간에 한 번씩 차임타임이 되면 강아지 기차 '포포티'와 함께 시계 밖으로 나와서 시간을 알려야만 한다. 티키톡 마을에는 이들 말고도 무무 아줌마, 팡 아저씨, 베베토 씨, 치키디, 롤링스, 또잉키, 투털루, 삐약이들 등 다양한 친구들이 같이 살고 있다. 토미와 틸리는 친구들과 함께 매일 티키톡에서 즐거운 일상을 보내며 수많은 사건에 휘말리지만 스스로의 힘과 친구들의 도움으로 차임타임을 결코 놓치지 않는다.

## 등장 인물

### 똑딱꾸러기
매 시 정각이 되면 시계 밖으로 나와서 시간을 알리는 이들을 똑딱꾸러기(Tic Tocketeers)라고 부른다.
- 토미(Tommy)

성우: 엄태준(시즌1에서 토미 역을 맡은 성우이다. 성우 엄상현의 아들이다. 아버지가 또잉키 역을 맡고 있어서 아버지하고 같이 맡고 있다 해도 과언이 아니다.)/이종원 (시즌2에서 토미 역을 맡은 성우이다. 성우 엄태준 군이 변성기가 와서 교체한 것으로 추정된다. 또한 목소리도 시즌1과는 다른 것으로 보아 교체된 것으로 보인다.)
티키톡 마을에 살고 있는 나무인형이다. 매 시간 정각 차임타임이 되면 시계 밖으로 나가서 시간을 알리는 역할을 한다. 시간을 알릴 때는 작은북을 들고 나간다.
- 틸리(Tilly/Tallulah)

성우: 최다인
티키톡 마을에 살고 있는 나무인형이다. 쌍둥이 남매인 토미와 함께 차임타임이 되면 시계 밖으로 나가서 시간을 알리는 역할을 한다. 시간을 알릴 때는 나팔을 들고 나간다.

### 시계마을 주민들
- 포포티(Popoti/Pufferty)

성우: 정혜옥
기차 모양을 한 강아지이다. 차임타임이 되면 토미와 틸리를 똑딱하우스로 태워다 주며 자기 자신도 시계 밖으로 나가 시간을 알린다. 빨간 공을 매우 좋아하며 기찻길을 달릴 때 공을 기찻길 위로 던져 주면 반사적으로 공을 따라 달린다. 달리는 것 자체를 매우 좋아하는 듯 하다.
- 무무 아줌마(Moomoo/Madame Au Lait)

성우: 홍소영
소 모양의 나무 인형이다. 똑딱하우스에서 토미와 틸리 남매를 뒷바라지하고 있으며 집안일, 운동, 춤 등등 못 하는 것이 없다. 항상 에너지가 넘치고 성격이 긍정적이며 기분이 좋을 때는 무무춤을 춘다.
- 팡 씨(Pang/McCoggins)

성우: 변영희
치타 모양의 나무 인형이다. 시계마을의 수리공으로서 자기만의 오토바이를 타고 다니며 주로 똑딱하우스의 시계를 고치는 일이 많다. 수리공답게 이것저것 희한한 발명품들을 만들어 내기도 하지만 한편으로는 살짝 덜렁대는 면도 보인다. 왕년에는 육상 선수로 활동했다고 한다.
- 베베토 씨(Bebeto/Battersby)

성우: 신용우
박쥐 모양의 나무 인형이다. 시계마을에서 잡화상을 운영하고 있다. 박쥐이기 때문에 낮 시간에는 판매대 위에 걸어 놓은 옷걸이에 매달려 잠을 잔다. 그래서 물건을 사기 위해서 종을 울려서 깨워야 하는데 종을 치면 및으로 항상 떨어지는 일이 잦다. 어린 토미와 틸리에게도 항상 해요체로 말을 한다.
- 또잉키(Ddoingki/Hopparoo)

성우: 엄상현(성우 엄태준의 아버지이다.아들이 토미 역을 맡고 있으면 자신이 또잉키 역을 맡고 있다 해도 과언이 아니다.)
토끼 모양의 나무 인형이다. 수리공이 되는 것이 꿈이라 팡 아저씨의 작업실에서 일을 배우는 중이다. 장난기가 많고 항상 이리저리 산만하게 뛰어다니며, 휴대용 토끼굴을 가지고 다니면서 여기저기에서 갑작스레 나타났다가 사라진다.
- 롤링스타즈(Rolling stars/Lopsiloo)

성우: 김은아
달팽이 모양의 나무 인형이다. 농사를 짓고 있으며 자기 밭에서 키운 농작물을 시계마을 주민들에게 나누어 준다. 평소에는 무척 느리지만 집 속에 몸을 숨기면 대단히 빠른 속도로 굴러다닐 수 있다.
- 투털루(Tooteroo)

성우: 오병조
부엉이 모양의 나무 인형이다. 슬랩스틱 개그를 주로 하는 캐릭터로서 각 이야기의 중심에 서는 것은 아니지만 주변에서 스스로 작은 사고를 친다. 대사는 한 마디도 하지 않는다.
- 치키디(Chickadee)

성우: 정미라
닭 모양의 나무 인형이다. 시계마을 맨 꼭대기에 있는 풍향계 위에서 날씨를 알려주는 역할을 하는데 일기예보라기보다 현재날씨 쪽에 더 가깝다. 언젠가 유명해지는 것이 꿈이라 이것저것 재미있는 일을 시도하는 일이 많다.
- 삐약이들 (Spring Chicks)

병아리 모양의 나무 인형들이다.